# Пястошин
Пястошин (пол. Piastoszyn) — село в Польщі, у гміні Кенсово Тухольського повіту Куявсько-Поморського воєводства.
Населення — 546 осіб (2011).
У 1975-1998 роках село належало до Бидгощського воєводства.

## Демографія
Демографічна структура станом на 31 березня 2011 року:
|          | Загалом | Допрацездатний вік | Працездатний вік | Постпрацездатний вік |
| -------- | ------- | ------------------ | ---------------- | -------------------- |
| Чоловіки | 281     | 66                 | 189              | 26                   |
| Жінки    | 265     | 68                 | 150              | 47                   |
| Разом    | 546     | 134                | 339              | 73                   |